# Andrzej Sitnik
Andrzej Sitnik (ur. 6 stycznia 1959 w Łukowie) – polski nauczyciel i samorządowiec, w latach 2018–2024 prezydent miasta Siedlce.

## Życiorys
Absolwent Akademii Wychowania Fizycznego w Warszawie. Był wieloletnim trenerem zapasów i sędzią międzynarodowym. Pracował jako nauczyciel, w latach 1998–2008 był dyrektorem Szkoły Podstawowej nr 7 w Siedlcach. Przez kolejne cztery lata pełnił funkcję dyrektora Ośrodka Sportu i Rekreacji w Siedlcach. Był też dyrektorem społecznej szkoły podstawowej i gimnazjum STO w Siedlcach.
Objął funkcję prezesa Stowarzyszenia Mieszkańców Bezpartyjne Siedlce oraz członka zarządu Agencji Rozwoju Miasta Siedlce. W latach 2014–2018 sprawował mandat radnego miejskiego. W wyborach samorządowych w 2018 ubiegał się o urząd prezydenta Siedlec jako kandydat bezpartyjny. Przeszedł do drugiej tury, którą wygrał, uzyskując 56% głosów i pokonując w niej Karola Tchórzewskiego. W grudniu 2020 współtworzył stowarzyszenie Ogólnopolska Koalicja Samorządowa, obejmując w nim funkcję sekretarza (zasiadał w jego zarządzie do września 2024). W 2024 nie został ponownie wybrany na prezydenta Siedlec, z wynikiem 47% przegrał w drugiej turze z Tomaszem Hapunowiczem. Uzyskał natomiast w tych wyborach ponownie mandat radnego.

## Odznaczenia
Otrzymał Srebrny (2005) i Brązowy (2001) Krzyż Zasługi.